# دره دالانی

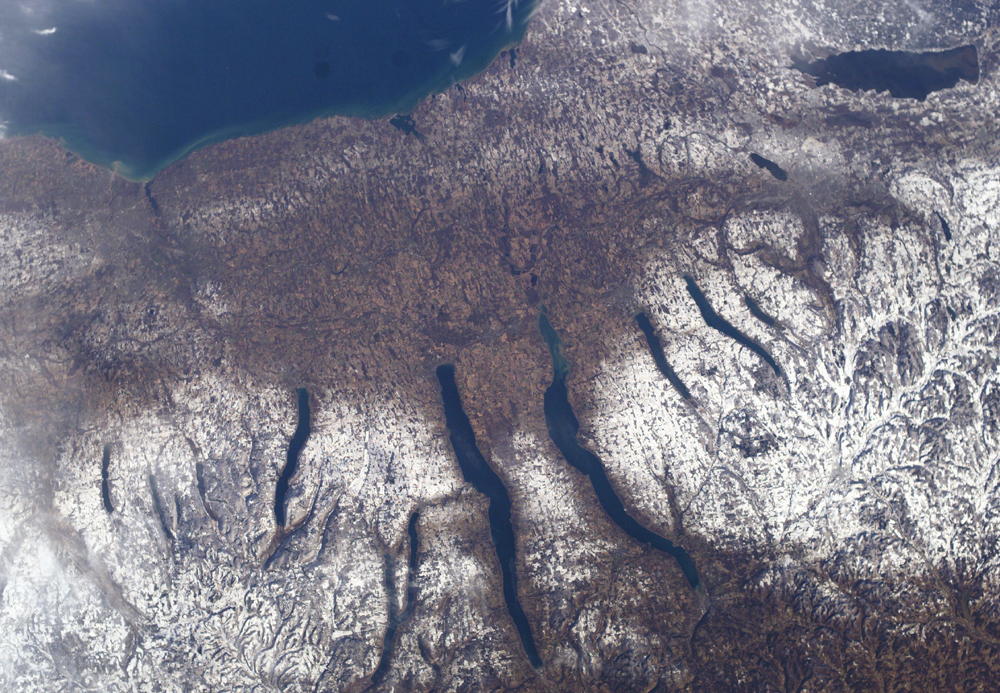
دریاچه‌های انگشتی در ایالت نیویورک. این دره‌ها در جنوب دریاچه انتاریو قرار دارند و در پی پر شدن دره‌های دالانی این منطقه با آب پدید آمده‌اند.

درهٔ دالانی (انگلیسی: Tunnel valley) به دره‌ای بزرگ، دراز و به شکل نعل اسب گفته می‌شود که در زمان‌های بسیار دور به خاطر حرکت یخچال‌های طبیعی و فرسایش آنها بر روی زمین پدید آمده‌است. 
دره‌های دالانی ممکن است ۱۰۰ کیلومتر طول، چهار کیلومتر پهنا و ۴۰۰ متر عمق داشته باشند. 
در دوران باستان پهنه‌های یخی بخش‌های از تمام قاره‌ها را پوشانده بود و حرکت این پهنه‌ها باعث به وجود آمدن دره‌های دالانی در لبه‌های یخ‌پهنه‌ها شد.
این دره‌ها کار زهکشی زیر یخچال‌های طبیعی عصر یخبندان را بر عهده داشتند و به عنوان شبکه‌ای برای انتقال آب اضافه به بیرون از پهنه‌های یخی عمل می‌کردند. بررسی مقطع این دره‌ها نشان می‌دهند که آنها نیز مانند آب‌دره‌ها دیواره‌های پرشیبی دارند و کف آنها تخت و صاف است. این‌گونه از کف دره در بیشتر فرسایش‌های زیریخچالی دیده می‌شود.